# Orvieto (vino)
L'Orvieto è una DOC riservata ad alcuni vini la cui produzione è consentita nelle province di Terni e Viterbo, in una zona ritenuta il più antico territorio enoico dell'Umbria.

## Caratteristiche organolettiche
- Colore: giallo paglierino più o meno intenso
- Odore: delicato, gradevole
- Sapore: secco, con lieve retrogusto amarognolo, oppure abboccato, amabile, dolce

## Storia
Orvieto è una delle zone di produzione del vino più antiche d'Italia.
Fin dai tempi degli etruschi il vino veniva prodotto in grotte scavate nel tufo con l'utilizzato di un sistema basato su 3 livelli:
Nel primo livello la forza di gravità pigiava l'uva accumulata perciò si formava il mosto che andava incontro alla fermentazione.
Nel secondo livello avveniva la svinatura ottenendo così un prodotto aromatico dai sentori fruttati che maturava nel terzo livello dove veniva stoccato.
La fama di questo vino era tale che pittori come Pinturicchio e Luca Signorelli chiesero un contributo in vino per i lavori svolti all'interno del Duomo di Orvieto.
Negli anni Orvieto è diventato punto di riferimento per i vini bianchi della penisola, basti pensare che questo vino venne usato da Garibaldi ed i suoi Mille per brindare prima della partenza da Talamone alla volta della Sicilia.
Nel 1971 l'Orvieto diventa una DOC (Denominazione di Origine Controllata); inoltre dalla vendemmia 1997 è possibile produrre l'Orvieto con qualifica "Superiore", ottenuto grazie ad una diminuzione della resa per ettaro, ed aumentando il limite del titolo alcolometrico minimo a 12%.
Nel vino Orvieto DOC è presente la tipologia “muffa nobile”.
Ora alcune aziende di riferimento stanno rilanciando  il nome di questa DOC.

## Abbinamenti consigliati
Date le sue peculiari caratteristiche può essere consumato sia come aperitivo che in abbinamento a carni bianche o pesce. Le tipologie vendemmia tardiva e muffa nobile si sposano bene con formaggi stagionati, paté e dessert; inoltre sono ottimi vini da meditazione.

## Produzione
| ANNO VENDEMMIA | PRODUZIONE (HL) |
| -------------- | --------------- |
| 2015           | 112.882         |
| 2016           | 103.856         |
| 2017           | 70.313          |